# Raksábandhana
A raksábandhana (hindi: रक्षाबंधन, pandzsábi:ਰਕਸ਼ਾਬੰਧਨ, urdu:رکشا بندھن, angol:Raksha Bandhan) a testvérek napja, mely hindu fesztivál a „szeretet által létrehozott kötés” ünnepe. Ilyenkor a lányok, asszonyok – kortól függetlenül – karkötőt (rakhit) kötnek fiútestvéreik csuklójára. A fiú vagy férfi cserébe ajándékot, jellemzően édességet ad lánytestvéreinek. A raksábandhana minden évben más napra esik, hiszen a hindu naptár szerinti Shravan Poornimakor ünneplik meg.

## Eredete
A raksábandhana eredete több ezer évvel korábbra vezethető vissza, egészen a Védák keletkezésének korába. A monda  Indra és Vritra harcát említi. Vritra került ki győztesként a harcból, de felesége egy isteni erővel megáldott cérnát kötött a csuklójára, azért hogy a következő párbajban is győzedelmeskedhessen. Továbbá a rakhi szimbolikája körül, a testvéri szeretetről szól, hogy a Halál Ura Jama huga, Jamuna, kötött először cérnát bátyja csuklójára, aki ezáltal vált halhatatlanná.

## Az ünnep
Az ünnep előtti hetekben Indiában mindent elárasztanak a karkötők. A lányok azonban készíthetik maguk is a rakhit és az ünnep lényege a találkozás a testvérrel. A karkötő felkötése pedig kifejezi és erősíti a testvérek közötti összetartozást és kötődést. A lánygyermekek viszont ajándékként tipikusan csokit vagy bizsu fülbevalót kapnak. Előfordulhat praktikus ajándék is, mint a ruhanemű vagy a pénz. A tehetősek esetében viszont nem ritka, hogy drága műszaki cikkeket, vagy akár autót is vesznek ilyenkor lánytestvéreiknek.
Az egykék is ünnepelhetnek, hiszen ha valakinek nincs vér szerinti testvére, akkor adhat vagy elfogadhat baráttól vagy ismerőstől is rakhit. Fontos tisztában lenni azzal, hogy az ilyen ajándékozásban résztvevők egymást testvérnek tekintik és nem férfi nő közötti vonzódást fejez ki. A lány például egy rakhival adhatja tudtára a fiúnak, hogy köztük többről nem lehet szó. Ezért ilyenkor a fiúk, akik az adott lánytól többet szeretnének, jobb, ha elkerülik, mert egy átadott rakhi jelentheti a kezdődő kapcsolatuk gyors végét is. 
Az ajándékozásnak a technikai fejlődés is biztosít új teret, hiszen ha a testvérek messze élnek egymástól, e-mailben és sms-ben is tudtára adhatják egymás iránt érzett kötődésüket.